# Kinosternon flavescens
Kinosternon flavescens – gatunek gada z podrzędu żółwi skrytoszyjnych i rodziny mułowcowatych (Kinosternidae).

## Morfologia
Karapaks oliwkowy, oliwkowożółty lub oliwkowoszary. Brzegi karapaksu są czasami bardziej żółte. Głowa i kończyny są podobnie ubarwione jak karapaks, lecz z wyraźniej zaznaczonym kolorem żółtym. Żyją ponad 10 lat. Długość ciała wynosi 8–16,8 cm.

## Występowanie
Występuje w Ameryce Północnej na terenie USA i Meksyku.

## Ekologia
Samice w maju lub czerwcu składają od 1 do 10 jaj barwy białej, kształtu eliptycznego, niewielkich rozmiarów – 23–31 mm długości i 14–18 mm szerokości. Młode klują się po 90 do 118 dniach. Odżywia się ślimakami, rakami, insektami, robakami i drobnymi rybami.

## Ochrona
Gatunek ten od 2023 roku jest objęty załącznikiem II konwencji waszyngtońskiej (CITES) i aneksem B UE.